# Colotis evanthides
Colotis evanthides är en fjärilsart som först beskrevs av Holland 1896.  Colotis evanthides ingår i släktet Colotis och familjen vitfjärilar. Inga underarter finns listade i Catalogue of Life.